# Phaesticus moniliantennatus
Phaesticus moniliantennatus är en insektsart som först beskrevs av Günther, K. 1940.  Phaesticus moniliantennatus ingår i släktet Phaesticus och familjen torngräshoppor. Inga underarter finns listade i Catalogue of Life.